# ULLtraDIMM
ULLtraDIMM je poluprovodnički disk kompanije SanDisk koji kao skladište podataka koristi fleš memoriju spojenu direktno na magistralu DDR3 SDRAM memorije. Ovaj dizajn i sama priroda lokacije na matičnoj ploči omogućava najnižu i unapred uvek poznatu latenciju (kašnjenje) od 5 µs što direktno dovodi do aplikacija koje efikasnije koriste procesorsko vreme.

## Nastanak i razvoj
Za ostvarivanje ovog projekta početno ključno partnerstvo SanDisk-a je sa kanadskom kompanijom Diablo Technologies, koja ima desetogodišnje iskustvo u kreiranju memorijskih podsistema. Upravo oni su i razvili MCS arhitekturu (Memory Channel Storage) koji podrazumeva paralelizam s kraja na kraj oslanjajući se na memorijski podsistem. Ova arhitektura trenutno radi sa NAND fleš memorijom, ali se u napred planira i integracija u budućnosti sa drugim vrstama trajnih memorija.
Diablo obezbedjuje referentnu (uzornu) arhitekturu, DDR3-na-SSD ASIC, razvoj softvera na nivou jezgra i aplikacija, integraciju sistema za proizvođače (OEM) i partnerstva za nezavisne proizvođače softvera.
Sledeći veliki korak bio je kada je SanDisk preuzeo kompaniju SMART Storage Systems u julu, 2013. Oni su tehnološki lider u projektovanju, razvoju i distribuciji kako tekućih tako i sistema sledeće generacije poslovnih SSD proizvoda.
SMART donosi visok kvalitet i pouzdanost rešenja za široku bazu kupaca. Ovo spajanje omogućilo im je direktan pristup NAND proizvodnji i projektovanju, zajedno sa širokim spektrom OEM partnerstava na globalnom tržištu.
Sama kompanija SanDisk obezbeđuje razvoj i testiranje SSD ASIC i FLT firmware-a, zatim svoju Guardian Technology platformu, i lanac nabavke, proizvodnju kontrolu kvaliteta.
Na kraju će ULLtraDIMMs (Ultra Low Latency DIMM) biti plug-and-play sa drajverima koji stižu uz njega, ali će prve revizije zahtevati modifikaciju UEFI biosa. OEM integracija je važna da bi se obezbedile kompatibilne platforme. Nekadašnji IBM, a sada Lenovo, je bio prvi OEM koji je isporučio ULLtraDIMMs, do 12,8 TB po sistemu, nazvanog eXFlash u njihovom sistemu x3850 i x3950 X6 serverima. Kompanija Supermicro ih je sledila integracijom ULLtraDIMMs-a u 7 različitih modela u njihovim Green SuperServer i SuperStorage platformama. Huawei je nedavno najavio da će njihovi RH8100 V3 serveri imati ULLtraDIMM opciju, a Diablo je napomenuo da je još OEM partnerstava u pregovorima.

## Uporedna analiza sličnih uređaja
|                       | SanDisk ULLtraDIMM  | Samsung 800GB 845 DC PRO        | HGST SSD 800MH         |
| --------------------- | ------------------- | ------------------------------- | ---------------------- |
| Interfejs             | DDR3                | 6Gb/s SATA                      | 12Gb/s SAS             |
| Kapacitet             | 200/400 GB          | 400/800 GB                      | 200/400/800 GB         |
| Nasumični R/W         | 140.000/44.000 IOPS | 92.000/51.000 IOPS              | 145.000/100.000 IOPS   |
| Sekvencijalni R/W     | Do 880/600 MB/s     | 530/460 MB/s                    | 1200/750 MB/s          |
| Izdržljivost          | 10 DWPD             | 10 DWPD                         | 3.7 / 7.3 / 14.6 PB    |
| NAND                  | SanDisk 19nm eMLC   | V-NAND 3D MLC                   | Intel 25nm MLC         |
| Potrošnja active/idle | 12.5/9 W            | 3.3 pisanje / 1.7 čitanje / 1 W | 9 ili 11 W mod / 2.2 W |
| DRAM                  | 2 GB                | 1GB                             | 512/1024/2048 MB       |
| Plug-and-play         | Da                  | Da                              | Da                     |
| Garancija             | 5 godina            | 5 godina                        | 5 godina               |

## Sastav i specifikacije
Hardver se sastoji od ULLtraDIMM-a koji podržava JEDEC , a sebe predstavlja kao uređaj za skladištenje od 200 ili 400 GB. ULLtraDIMM koristi 2 Marvell 88SS9187 kontrolera koji upravljaju Guardian Technology platformom za povećanje izdržljivosti i pouzdanosti. Na ovaj način isporučuju se performanse nasumičnog čitanja/pisanja od 140,000/40,000 IOPS (Input/Output Operations Per Second), i brzina sekvencialnog čitanja čak do 880 MB/s i pisanja do 600 MB/s. SanDisk-ov 19nm eMLC (enterprise multi-level cell) NAND omogućava izdržljivost od 10 DWPD (Drive Writes Per Day) i 5 godina garancije. ULLtraDIMM takođe poseduje 2.5 miliona sati MTBF-a , i sopstvenu zaštitu od gubitka napona. Najbitniji atribut je ipak kašnjenje koje je na nivou do 5 mikrosekundi. Ovo čak potkopava nove NVMe PCIe SSD-ove kojima je latencija oko 20 mikrosekundi.

### Povezivanje
ULLtraDIMM se povezuje na standardni 240-pinski slot. DIMM je kompatibilan sa JEDEC DDR3 protokolom, i radi na kompletnom DDR magistralnom opsegu od DDR3-800 do DDR3-1600. Uređaj prati ista pravila matine ploče koja važe za standardne DRAM module i sva komunikacija sa ostatkom računara ide preko memorijske magistrale. Uređaj može raditi sa standardnim RDIMM-om na istom kanalu. ULLtraDIMM je kompatibilan sa sa operativnim sistemima Linux i Microsoft Windows.
Mnogi serveri već imaju rezervni DRAM slot, posebno u odnosu na broj raspoloživih PCIe slotova. Moguće je imati do 96 slotova na memorijskoj magistrali. SanDisk i Diablo takođe razvijaju nov DDR4 ULLtraDIMM. Sa novim DDR4 128Gb DRAM modulima visoke gustine moguća je veća fleksibilnost u raspodelli dovoljno DRAM-a i ULLtraDIMM-a da se zadovolji čak i najstrožiji zahtevi velikog opterećenja kapaciteta.
DIMM slotovi na matičnoj ploči su s razlogom „zbijeni“ na lokacijski najpoželjniji deo, odmah pored procesora. Memorijski slotovi imaju tako ograničen prostor zbog veoma brze paralelne magistrale, upravo zbog koje su i locirani blizu procesora, jer paralelni prenos bez smetnji funkcioniše samo na izuzetno kratke staze. PCIe ima serijsku magistralu što mu omogućava veću udaljenost od procesora, ali taj tip magistrale ima ukupno ograničenje protoka od 16 GB/s, ali je u praksi ta brzina 8GB/s. Za razliku od toga, jedan DRAM slot može preneti paralelnom magistralom 12.8GB/s sa latencijama koje se mere nanosekundama.

### Kompatibilnost
Za kompatibilnost postojećeg hardvera sa ULLtraDIMM-om nije potrebno praviti bilo kakve mehaničke izmene, sli su promene u UEFI biosu obavezne. Izmene koje je potrebno napraviti su onemogućavanje testa memorije (MemTest), rezervisanje memorijskog prostora za uređaj i stvaranje unosa u ACPI tabeli. ULLtraDIMM je dizajniran tako da se uklope u napajanje i termalne okvire postojećeg memorijskog podsistema. Potrošnja od 12.5 W i emisija toplote su u okvirima tolerancije standardnih servera. ULLtraDIMM-ovi vertikalno orijentisani hladnjaci koriste serverov uobičajeni tok vazduha.
ULLtraDIMM je u skladu sa JC-45-2065.45 i JESD218 standardima JEDEC-a.

## Spoljašnje veze
- SanDisk ULLtraDIMM DDR3 400GB SSD Enterprise Review
- http://www.sandisk.com/
- http://www.diablo-technologies.com/ Архивирано на веб-сајту  (30. април 2015)
- http://www.theguardian.com/us/technology
- http://www.lenovo.com/us/en/
- http://www-03.ibm.com/systems/x/options/storage/solidstate/exflashdimm/
- http://www.supermicro.com/index_home.cfm
- http://www.supermicro.com/products/system/4u/6047/ssg-6047r-e1r36n.cfm
- http://www.huawei.com/en/